# Runinskrifter i Tyskland
Dansken Ludvig Wimmer, den första moderna runforskaren, bevisade att alla runalfabet gick tillbaka till en grundläggande futhark av 24 tecken, som var känd och använd av alla germanska stammar. Ut av inskriptioner från tidigt perioden mellan 150 och 700 e.Kr. så kallade Sydgermansk eller Kontinental korpus (de flesta från Tyskland, men också från Frankrike, Belgien, Schweiz, Bosnien och Ungern) brukligt listats tillsammans. I kontinental korpus används bara runur från den gamla futhark. Huvuddelen av inskriptioner är ristade på baksidan av dräktspännen funna i gravfält i sydvästra Tyskland, det så kallade Alemannien och Bavarien, daterade till år 500–700, fast det finns också inskriptioner från år tidigare än 500 i norra Tyskland. Det finns omkring 65 runinskrifter i Tyskland. En separat grupp (Brakteat korpus) består av  folkvandringstida brakteater i norra Tyskland, till exempel de från Nebenstedtskatten.

## Lista över runinskrifter
- DR 1, Hedeby, runsten
- DR 2, Hedeby, runsten
- DR 3, Hedeby, runsten
- DR 4, Gottorp, runsten
- DR 5, Schleswig, dörr med beslag
- DR 6, Schleswig, runsten
- DR 7, Süderbrarup, doppsko av brons, Torsbjergsfyndet
- DR 8, Süderbrarup, sköldbuckla, Torsbjergsfyndet
- DR 9, Schleswig-Holstein, runsten

- DE DR415 eller X BerlinDR415, tidigare känd som DR 415, i Deutsches museum, Berlin.
- DE EM85;370  benkam, Tönning, Schleswig-Holstein.
- DE EM85;534 eller X HlstEM85;534B, tidigare känd som DR EM85;534B, Lübeck.
- DE StOl1 eller X StOl1, Oldenburg.
- DE StOl2 eller X StOl2, Oldenburg.
- DE StOl3 eller X StOl3, Oldenburg.
- DE StOl4 eller X StOl4, Oldenburg.
- DE StOl5 eller X StOl5, Oldenburg.
- DE StOl6 eller X StOl6, Oldenburg.
- DE StOl7 eller X StOl7, Oldenburg.
- DE StOl8 eller X StOl8, Oldenburg.
- DE VK;297 eller X PomVK;297, Stralsund, Pommern.

### Tyska runinskrifter efter Erik Brate
Brate definierar tyska runinskrifter som sådana med ursprung i fastlandseuropa, alltså sådana som inte skapats av invånare i Skandinavien eller på brittiska öarna.

#### I. Den östliga gruppen

##### A.Gotiska inskrifter
1. Spjutspetsen från Kowel. 
2. Guldringen från Pietroassa.

##### B. Burgundiska inskrifter
1. Spjutspetsen från Mtinclieberg.
2(?). Spjutspetsen från Torcello. 
3. Brakteaten från Wapno.
4. Spännet från Charnay. 

##### C. Rugiska inskrifter (?)
1. Den Friedländerska guldbrakteaten i Berlins museum.
2. Guldringen i Berlins museum.
3. Lerhufvudet i Berlins museum.

#### II. Den västliga gruppen

##### A. Frankiska inskrifter
1. Spännet från Osthofen.
2. Spännet från Freilaubersheim.
3. Spännet från Friedberg.
4. Spännet från Ems. 

##### B. Alemanniska inskrifter
1. Större spännet från Nordendorf.
2. Mindre spännet från Nordendorf.

##### C. Longobardisk-sachsiska inskrifter (?)
1—4. Brakteaterna från Dannenberg. 
5. Brakteaten från Heide.